# Dvořákova Olomouc
Mezinárodní hudební festival Dvořákova Olomouc se každoročně koná v květnu v Olomouci.
Tento festival klasické hudby vznikl transformací festivalu Olomoucké hudební jaro, který pořádá Moravská filharmonie Olomouc již od roku 1958. 
Antonín Dvořák, který v letech 1888-1898 v Olomouci často působil a spolupracoval s hudebně pěveckým spolkem Žerotín. Pořadatel proto navazuje na tradice Žerotína a v dramaturgii festivalu se tak vyskytuje mnoho skladeb českých autorů. 